# Raïon de Koïgorodok
Le raïon de Koïgorodok (en russe : Койгородский район, Koigorodski raion, en komi : Койгорт район, Koigort raion) est un raïon de la république des Komis, en Russie.

## Géographie
D'une superficie de 10 416 km2, le raïon de Koïgorodok est situé dans la partie méridionale de la république des Komis.
À l'ouest, il est bordé par le raïon de Prilouz, au nord-ouest par le raïon de Sysola, au nord par le raïon de Syktyvdin et au nord-est par le raïon de  Kortkéros, et à l'est par le kraï de Perm et au sud par l'oblast de Kirov.
Le raïon comprend 10 municipalités rurales : Griva, Kazym, Koïgorodok, Koidin, Kom, Kouzyol, Nijni Turunyu, Njutchpas, Podz et Oujga.
Le centre administratif est le village de Koïgorodok situé à 192 kilomètres de Syktyvkar.
Selon le recensement de 2002, 48,0 % des habitants sont russes, 40,0 % komi, 4,3 % ukrainiens, 2,8 % allemands et 1,0 % biélorusses.
L'économie est basée sur l'approvisionnement forestier.

## Démographie
La population du raïon de Koïgorodok a évolué comme suit:
| 2002   | 2009  | 2011  | 2013  | 2015  |
| ------ | ----- | ----- | ----- | ----- |
| 10 020 | 9 121 | 8 393 | 8 124 | 7 766 |

| 2019  | 2021  | - | - | - |
| ----- | ----- | - | - | - |
| 7 332 | 7 782 | - | - | - |

## Galerie

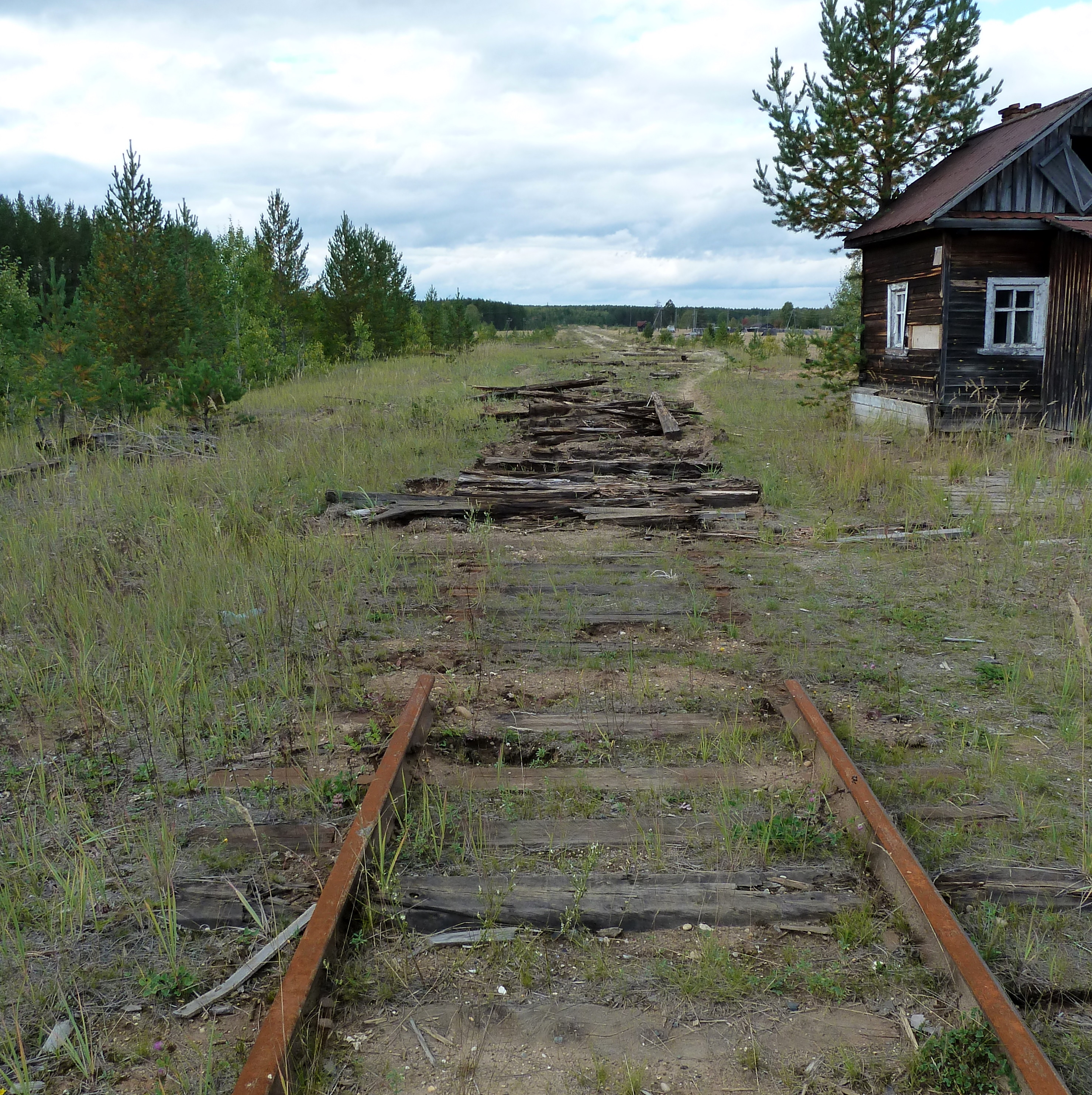
Gare de Parmanka en 2011.